# Witakkersvaart
De Witakkersvaart (Fries en officieel: Wytikkersfeart) is een kanaal aan de oostzijde van het dorp Rijs in de provincie Friesland.
De ruim een kilometer lange vaart begint als voortzetting van de Sefonstervaart bij de brug in de Jan Schotanuswei aan de zuidoostzijde van Rijs. Oudere benamingen zijn Mirder- of Mardersloot. De Witakkersvaart loopt in noordoostelijke richting door de Witte Akkers naar  de Spookhoekstervaart ten noordwesten van Schouw.